# ギャリー・コニーユ
ギャリー・コニーユ（仏: Garry Conille、1966年2月26日 - ）は、ハイチの国際政治学者、政治家。これまでに首相を2期務め、2011年には1度目の首相の座に就いている。2024年に暫定大統領評議会から秩序安定を目的として首相に任命されたが、約5カ月間で解任された。

## 経歴・人物
ハイチ大学医学・薬学部を卒業後、ギャリー・コニールは、ノースカロライナ大学チャペルヒル校のフルブライト・スカラー・プログラムのフェローとして、政治・健康管理の修士号を取得。母校のハイチ大学で医学の博士号を取得。1994年7月から1998年6月にかけて、ハイチ国家開発協会でコニーユはハイチの貧困地域で基本的な医療を提供するプライマリ・ケアシステムを開発し、実施。2000年から2004年の間に、彼は生殖および性的健康に関連する問題に焦点を当てた最初の全国インタラクティブプログラムであるラジオビジョン2000を作成し、主催。
1999年にはUNFPAでハイチ部門のプログラムオフィサーを務めた。2010年のハイチ地震の後、彼はUNDPの管理者と国連事務総長から、ハイチの国連事務総長特使の本部の職務を引き受けるよう要請された。コニールは、ハイチの各政府機関と連携して、ハイチ復興のための戦略計画を策定し、施行させた。コニーユは人道的対応の調整と復興の中心構造である暫定ハイチ復興委員会の設立にも関与した。2011年6月、コニーユはニジェールの常駐代表および人道コーディネーターとしてUNDPで勤務していた。
2011年8月末までに、ハイチの政治家の推測でコニーユが次期首相になることが示唆される。コニールの指名は、批准前に5年連続でハイチに居住するというハイチ憲法に規定されている要件を満たしているかどうかについて、彼の最近の居住に関する疑問に直面していた。しかし、ミシェル・マテリ大統領は国連でハイチの為に尽力したため、居住要件を免除すると述べた。2011年10月に同国最年少の首相として就任した。首相就任後はマテリ大統領や他の閣僚と違法である二重国籍問題の容認を巡って、軋轢を生んだ。コニーユが閣僚評議会を主宰した際も閣僚は欠席し、信任を失った。後任はローラン・ラモットに引き継がれた。
2024年4月24日のアリエル・アンリ政権崩壊以降、ハイチ危機の中で投票権を持つ暫定大統領評議会の7人のメンバーのうち6人によって新首相に選出された。6月3日に就任宣誓を行った後、6月8日に病院へ搬送された。政府内の情報筋はコニーユが喘息発作を引き起こしたとメディアのインタビューで述べた。6月12日に内閣が発足し、同時に内務大臣代行も兼任することとなった。同年11月10日に大統領評議会で解任決議が採択され、後任にはアリックス・ディディエ・フィス＝エメが11日に就任したが、コニーユは解任は違法と主張している。